# Audiophile Records
Audiophile Records war ein 1947 vom Aufnahmeingenieur, Elektronik-Spezialist und Erfinder Ewing Dunbar Nunn (1900–1977) gegründetes Label für Neuaufnahmen von Dixieland Jazz. Sitz war in Saukville (Wisconsin) und sie brachten unter Nunn ungefähr 100 Alben heraus. Sie bemühten sich um hohe Aufnahmequalität und nahmen anfangs in Mono statt in Stereo auf, weil sie dies damals  für qualitativ besser hielten. 1966 übernahm Jim Cullum junior in San Antonio das Label und brachte darauf insbesondere Aufnahmen seiner eigenen Happy Jazz Band heraus. Aufnahmeingenieur blieb aber Nunn, der ebenfalls Ende der 1960er Jahre nach San Antonio zog. Mitte der 1970er Jahre erwarb Jazzology das Label und den Katalog und führte es bis heute als Sub-Label für Interpreten und Sängern des Great American Songbook.
Im Katalog sind unter anderem Maxine Sullivan, Bob Wilber, Lee Wiley, Helen Forrest, Dick Haymes, Bobby Troup, Claire Austin, Margaret Whiting, Sandra King, Dolly Dawn, Ronny White, Chris Connor und Dorothy Donegan.